# Turbessel
Turbessel (turecky Tilbeşar nebo Tilbaraş Kalesi) je středověká pevnost na územní jihovýchodního Turecka.
V 10. století byl Turbessel pod kontrolou Byzantské říše. Po bitvě u Mantzikertu, pádu byzantské moci v oblasti Kilíkie a východní Anatolie a následném mocenském vakuu pevnost ovládla místní arménská knížata. Roku 1097, když oblastí procházela první křížová výprava se Tubesselu zmocnil hrabě Balduin z Boulogne. Turbessel se na dalších téměř padesát let stal součástí křižáckého Edesského hrabství a správním střediskem edeeských držav západně od řeky Eufrat.
Když roku 1144 mosulský atabeg Zengí dobyl od křižáků Edessu a s ní i všechna území na východ od Eufratu, stal se Turbessel nejdůležitějším opěrným bodem edesského hraběte Joscelina II., odkud se Joscelin II. roku 1146 pokusil Edessu dobýt zpět, ale neúspěšně. Roku 1149 byl Joscelin II. zajat Zengího synem Núr ad-Dínem, který ho dal oslepit a uvrhnout do vězení. Joscelinova žena Beatrice poté roku 1150 Turbessel i se zbytkem edesských pevností prodala byzantskému císaři Manuelovi a posléze i s titulárním dědicem Edesského hrabství Joscelinem III. odjela do Jeruzaléma. Byzantinci však již muslimský postup zvrátit nedokázali a Turbessel padl do Núr ad-Dínových rukou již roku 1151.